# コザラから来た少女

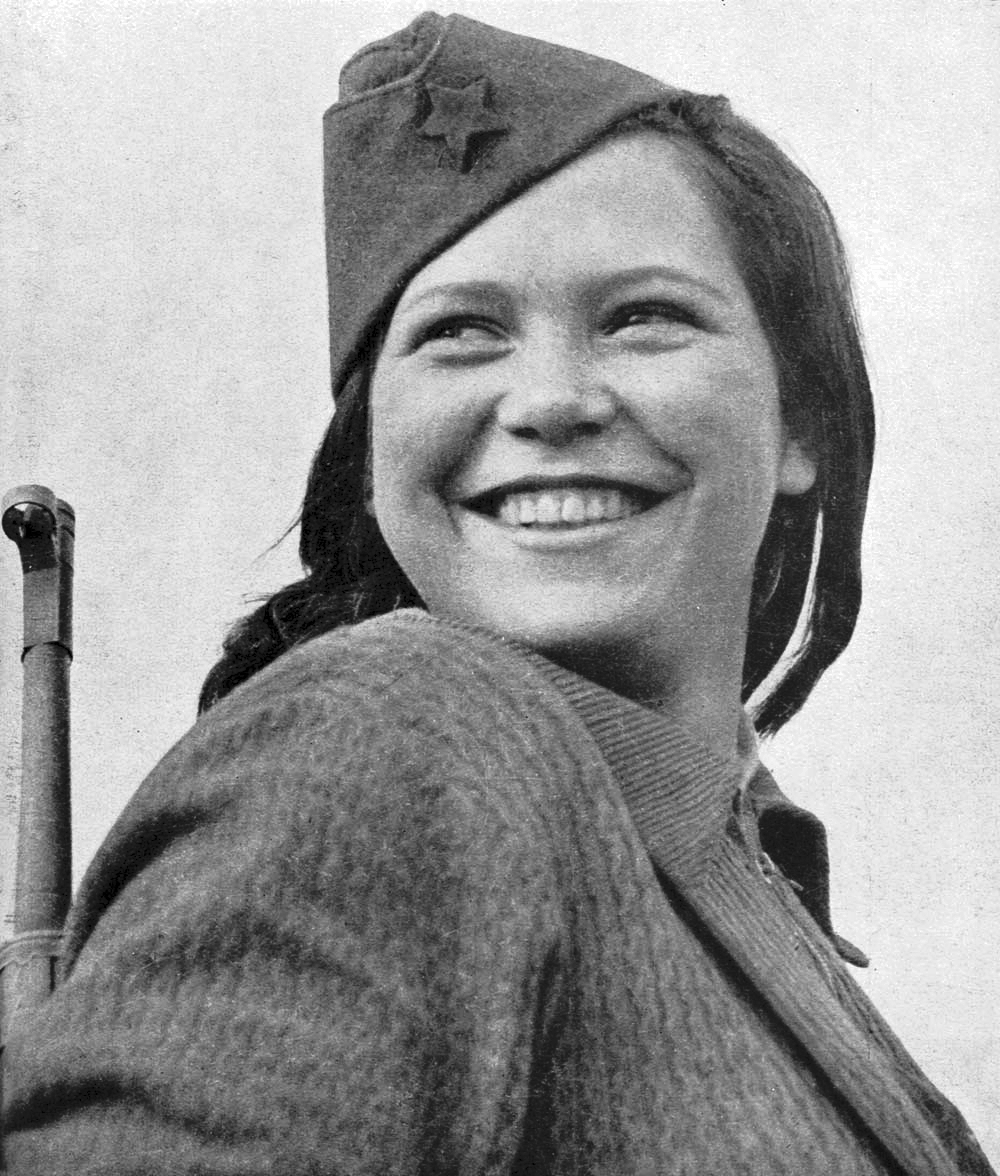
Kozarčanka by Žorž Skrigin. The subject of the photo is Milja Marin.

「コザラから来た少女」または「コザルチャンカ」（Kozarčanka (セルビア・クロアチア語: Козарчанка）は、第二次世界大戦中にユーゴスラヴィアの芸術写真家ジョルジュ・スクリギン（Žorž Skrigin）により撮影された一葉の写真である。ユーゴスラビア社会主義連邦共和国という国を象徴する一枚、同国の「イコン」となった。1943年から1944年にかけての冬に、ボスニア北部で撮影された。ティトーの名にちなむティトヴカという帽子をかぶり、サブマシンガンの負い革を肩にかけた、笑顔のパルチザンの少女が写っている。
被写体となった少女は、ミリヤ・マリン（Milja Marin, 1926年 - 2007年、撮影当時の姓はトロマン Toroman）。ボスニアに住んでいたセルビア系住民で、コザラ山のふもとにある村から来た。戦後はパルチザンの戦友と結婚しプリイェドルの町で暮らした。戦後、写真「コザラから来た少女」は、学校教科書で繰り返し取り上げられたほか、戦時中の出来事を検証する論文やプロパガンダポスターなどでも言及された。その一方で、社会主義政権下のユーゴスラヴィアにおいては、写真の被写体であったミリヤの人となりが広く知られることはなかった。

## 背景
1941年4月、ユーゴスラヴィア王国がナチスドイツ率いる枢軸国により侵攻を受け（ユーゴスラヴィア侵攻）、占領ののち分割された。現在のクロアチア及びボスニア・ヘルツェゴヴィナと、セルビアの一部に相当する地域に、クロアチア独立国 (Nezavisna država Hrvatska or NDH) として知られるファシスト傀儡国家の樹立が4月10日に宣言された。クロアチア人民族主義を掲げるウスタシャが主導したクロアチア独立国は、国内のセルビア人を大量に殺害するか、追放するか、強制的に同化させることによって、国内のセルビア人を排除することを政策の一つとしていた。ユーゴスラヴィア王国の占領に対する抵抗運動（レジスタンス）は占領後すぐに始まった。そのうちの一つが、ヨシップ・ブロズ・ティトー率いるユーゴスラヴィア共産党であった。同党は7月4日に全土で武装蜂起する方針を決定し、その指揮下にある武装勢力は「パルチザン」あるいは「ユーゴスラヴィア人民解放軍」として知られるようになった。1943年12月と翌年1月、人民解放軍第11クライナ旅団は、ボスニア北部にあるコザラ山方面にて、ドイツ軍及びウスタシャと交戦状態にあった。交戦の目的は、バノヴィナとボスニア東部のパルチザンを援護するためである。そこでは、枢軸国がパルチザンへの反撃（クーゲルブリッツ作戦）を大規模に展開していた。

## 写真と被写体

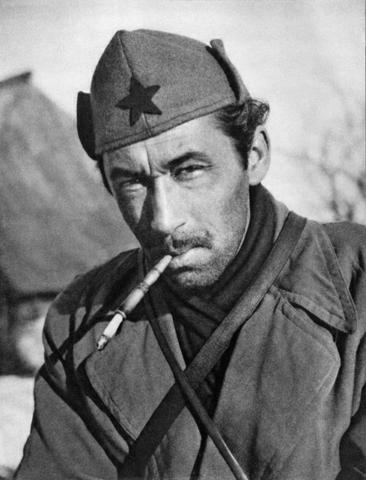
ジョルジュ・スクリギン (1943)

1943–44年の冬、人民解放軍の慰問団がコザラ地域で、第11クライナ旅団クネシュポリェ方面軍からやってきたパルチザンの隊列と偶然出会った。慰問団のバレエ部門長は、ジョルジュ・スクリギンというロシア系のユーゴスラヴィア人バレエダンサーであった。スクリギンは写真術に関しても国際的に名の知られた芸術家であって、1930年代の写真展で多数の賞を受賞した経歴があった。1942年から1945年までの間は500枚近くの戦争写真を撮り、そのうちのいくつかは、のちに社会主義政権下のユーゴスラヴィアにおける「伝説」となった。スクリギンは、隊列の中にいた第11クライナ旅団の指揮官に、女のパルチザン戦士の写真を撮らせてくれと頼んだ。指揮官が部隊から5人の若い看護婦を選んだところ、スクリギンはその5人の中から17歳のミリヤ・トロマンを選んだ。彼女は、コザラ山の麓にあるボサンスカ・ドゥビツァ近くの村 Brekinja 出身のセルビア人（ Bosnian Serb ）であった。スクリギンは彼女にカーディガンを着せて、銃の負い革を彼女の肩にかけた。そして、彼女がかぶっていた赤い星のエンブレムがついたティトヴカ帽を少し傾けて彼女の髪の毛をなでつけ、「笑顔でたのむよ」と言った。
スクリギンは、内容上の方法論としては現実を直視させるようなレアリスムを、形式上の方法論としてはピクトリアリスムを採用し、これら二つの異なる原理を一つにして戦争写真の中に表現した。1968年に「戦争と舞台」（ Rat i pozornica ）と題した戦争写真集を出版。同写真集の中でミリヤ・トロマンの写真は、「コザルチャンカ（ Kozarčanka コザラから来た少女の意）という題が付された。そのキャプション、説明書きには、彼女の名前に言及することなく次のような伝説が書き込まれた。「まだ若い彼女は、ウジチェ作戦でいったん捕虜になったが、ドイツ人たちをも出し抜いて脱出に成功した。コザラにたどり着いた彼女は、そこでコザラ軍の戦士となった。」作家のナターシャ・ヴィットレッリは、写真について次のように書いている。
若い女性は、肩までの長さの髪を無造作にたらし、厚手のカーディガンを羽織り、五芒星のついた帽子をかぶり――銃を担いでいる。彼女は健康そうに見え、冷静で、ユーモアたっぷりに見える。そしてこぎれいな身なりをしている。肩越しに後ろを見やるそのポーズは活動的な印象を強め、明るい笑顔は自信を楽観主義へとつなぎ、また、喜びを情熱にまでつないでいる。すなわち、戦争の危険や激しさは遠景へと追いやられ、勝利は近いという印象を与える。非常にくつろいだ様子の彼女は、戦争に参加しているようだ、戦争は冒険と社会的性役割の平等を約束する・・・。女性と武器の間の緊張状態は、若きパルチザン勇士の女性性を強調する。しかしながら、銃がないと彼女があまりにも無害そうに見えて、侮ってはならない存在には見えなかっただろう。彼女の少女めいた見かけは、女性パルチザンが暗示する怒りの感情を和らげてもいる。
ミリヤ・トロマンは、戦後まもなくの1946年に、ペロ・マリンという男性と結婚した。コザラで1941年7月下旬に起きたパルチザン闘争以来の戦友である。二人はその地方で最も大きな町であるプリイェドルで暮らし、五人の子供を育てた。ミリヤ・マリンは2007年に受けたインタヴューで、「あの写真が撮られた当時は自分や家族が戦争で苦労していたから、笑いたい気分だったとはとても言えないが、スクリギンに頼まれたとおりにすることには何の問題もなかったから、明るい笑顔で写真に写った」と語った。また、「あの写真に写る前に銃を担いだことは一度もなく、その後もなかった」と語った。ミリヤ・マリンは2007年11月11日に81歳で亡くなった。

## 写真が社会に与えた影響
戦争は人民解放軍が勝利を収め、共産主義政権下のユーゴスラヴィアにおいて、「コザルチャンカ」は理想的な戦時ポートレイト、いわば「イコン」となった。この写真は、多くの女性が一丸となって、義勇兵としてパルチザン闘争に身を投じたことを象徴した。この写真には、南スラヴ人全体の国家を成り立たせた闘争としてのパルチザンは、正しい闘争だったのだと訴えかける力もあった。ティトー率いる戦後のユーゴスラヴィア政府は、政府公認のパルチザンの語り部たちをプロパガンダに用いた。彼らは、体制の正当化と、複合民族国家における一つの共通した国民感情を作り上げることに奉仕した。パルチザン女性はこのナラティヴ・ヒストリーにおいて重要な位置を占めた。「コザルチャンカ」は、学校教科書に繰り返し取り上げられたほか、戦時中の出来事を検証する論文やプロパガンダポスターなど、多様な媒体で言及された。この大衆向けの偶像は、革命家の情熱と美しさを称揚した。「コザルチャンカ」がいかにユーゴスラヴィア社会に浸透していたかを示す一例として、ユーゴスラヴィアのポピュラーソングバンド、メルリンが1986年に発表したアルバムのジャケットデザインを挙げる。同ジャケットの表面には銃が見えないようにクロップされた「コザルチャンカ」が、裏面にはマリリン・モンローの写真がフィーチャーされていた（訳注：マリリン・モンローと同格かそれ以上に大衆のアイコンだったことを示す）。写真のヒロインが醸し出す神話的なオーラにとっては、そのヒロインについての正確な知識情報は、まったく必要でなく、また、有害ですらあった。そのため、このヒロインがだれなのかということは一般大衆には伏せられたままであった。明らかになったのは、この写真が放つイデオロギー上のメッセージが陳腐化したとき以降、すなわち、ユーゴスラヴィアその他のヨーロッパ諸国で共産主義が崩壊したとき（東欧革命）以後のことであった。